# Pai Kabila
Wladimir Kabila de Carvalho, o Pai Kabila de Oxóssi, (São Paulo, 7 de julho, década de 50) é um Babalorixá do Candomblé da Nação Ketu do Estado de São Paulo. Sacerdote, presidente e dirigente maior do Ilê Alaqueto Axé Odé Acuerã (Ilé Alaketu Asé Odé Akueran), sediado na Cidade de Barueri/SP. Pertence ao axé da Casa de Oxumarê (Ilé Oxumarê Aracá Axé Ogodó), Federação - Salvador - BA, que, segundo os historiadores, possui mais de dois séculos de existência. filho-de-santo da Ialorixá Mãe Nilzete de Iemanjá e neto de santo de Mãe Menininha do Gantois.

## História
Wladimir de Carvalho, filho de João e Yolanda, nasceu em Osasco, São Paulo, no dia 7 de Julho, durante a década de 50.
Neto de imigrantes italianos e portugueses, recebeu educação religiosa Católica até os seus 12 (doze) anos de vida.
Aos seis anos de idade Wladimir começou a sentir o dom da espiritualidade, que sobreveio em forma de alteração em sua saúde. Não havendo à época remédios conhecidos que pudessem resolver os problemas de Wladimir, sua mãe carnal, Dona Yolanda – mesmo contrariada em vista de sua orientação religiosa católica – foi aconselhada a levá-lo a uma benzedeira para analisar o seu estado de saúde.
Próximo à sua casa residia uma senhora chamada Dona Lindaura, sendo esta conhecida por todos do Bairro de Vila Isabel em Osasco/SP por ter dons mediúnicos e o poder do benzimento. Dona Yolanda relutante, mas confiante de que o seu filho seria efetivamente curado, conduziu Wladimir a casa da dita benzedeira, que ao primeiro contato detectou de pronto o seu dom espiritual.
Em vista da necessidade de ajuda de Wladimir, Dona Lindaura prontamente ministrou-lhe os remédios sagrados naturais que detinha em seu poder. Logo nos primeiros dias após o primeiro tratamento, Wladimir passou a responder imediatamente à intervenção, melhorando abruptamente o seu estado de saúde.
Dona Lindaura, que era iniciada na religião do Candomblé da Nação de Angola, era filha do Orixá Xangô e tinha a sua digina (nome religioso) ‘Obá Tunké’, em certa ocasião convidou Wladimir a acompanhá-la a uma festa de crianças (Ibeji) realizada comumente no mês de setembro na Cidade de Osasco/SP. Chegando ao local, Wladimir sentiu-se muito mal e veio a desmaiar, sendo acordado no interior da casa religiosa sem compreender o que havia acontecido.
Diante do ocorrido, Dona Lindaura explicou a Wladimir que ele havia ‘bolado no santo’ como se dizia à época, afirmando que seria necessária a realização de sua iniciação na religião do Candomblé.
Muito sábia, Dona Lindaura se dirigiu à casa de Wladimir a fim de conversar com Dona Yolanda para informá-la das necessidades de seu filho, bem como pedir a autorização devida para a realização dos atos de iniciação. Dona Yolanda desconhecendo integralmente a religião do Candomblé tratou de dizer um sonoro ‘não’, pois ‘não queria ver seu filho envolvido nestas coisas de macumba’ (sic.).
Diante da negativa de Dona Yolanda, Wladimir continuou sofrendo por mais alguns anos com seus problemas de saúde. Vendo que somente os tratamentos de Dona Lindaura faziam efeito para as suas enfermidades, Dona Yolanda consentiu que Wladimir fosse iniciado na religião do Candomblé, com a esperança e fé de que seria enfim curado.
Sendo assim, aos 13 (treze) anos de idade Wladimir foi levado para a casa da Ialorixá Sambauê de Oxum, cuja é filha do saudoso Pai Olegário de Omolu, de raiz do Sítio do Pátio do Terço da Nação de Angola do Recife, sediada em Osasco/SP, sendo iniciado aos 19 de fevereiro de 1970, recebendo a digina (nome religioso) 'Kabiladegy'.
Com o passar do tempo, Wladimir ('Kabiladegy') passou a ser carinhosamente e religiosamente cognominado de Kabila, alcunha pela qual é nacionalmente e internacionalmente conhecido, o que lhe rendeu a inclusão em seu nome civil em meados do ano de 2015, passando a se chamar Wladimir Kabila de Carvalho.
Como tinha que ser e já estava escrito em seu destino, Kabila, com uma vidência anormal, começou a desenvolver o seu dom falando para as pessoas o que via e sentia, até que se manifestou seu Caboclo “Pena Verde”, com quem começou a atender o público no ano de 1974, na residência de sua mãe, Dona Yolanda, na Cidade de Osasco/SP.
Todas às quintas-feiras e sábados a fila de pessoas querendo se consultar com o Caboclo “Pena Verde” era enorme, sendo os atendimentos realizados em sua casa, de forma improvisada, vez que havia um local específico para o atendimento do grande público. E não podia ser diferente, pois Kabila ainda era muito novo na religião do Candomblé e não jogava búzios (ritual que somente pode ser realizado por Babalorixás e Ialorixás, ou seja, pessoas com mais de sete anos de iniciado).
Próximo de cumprir a sua obrigação de sete anos de iniciado, Kabila se embrenhou no berço do candomblé brasileiro sediado secularmente na Cidade de Salvador/BA, tendo ali realizado o sonho de conhecer pessoalmente a ialorixá Mãe Menininha do Gantois, que o orientou em suas decisões, mantendo estreitos laços de familiaridade com o Ilê Iá Omi Axé Iamassé, casa comumente conhecida como Terreiro do Gantois, tal como fez no denominado Ilê Axé Iá Nassô Ocá, casa comumente conhecida como ‘Terreiro da Casa Branca do Engenho Velho, considerado historicamente como berço da religião e a mais antiga casa de culto afro-brasileira. Com isso, Kabila absorveu uma quantidade absurda de conhecimento teleológico prático e oral junto dos seus mais velhos, sendo hoje considerado um dos maiores babalorixás do Brasil, em vista de sua especial capacidade.
Após cumpridas todas as suas obrigações, Kabila tornou-se Babalorixá, fundando o Ilê Alaqueto Axé Odé Acuerã aos 17 de fevereiro de 1979, quando ainda residia na Cidade de Osasco/SP, permanecendo ali sediado por longos anos até ser posteriormente transferido para a Cidade de Barueri/SP, sito à Rua São Domingos, nº 331, Jd. San Diego/Parque Viana – Barueri – SP, donde permanece até os dias atuais, vindo a iniciar milhares de filhos de santo que estão distribuídos pelo Brasil e pelo mundo, ao longo dos 47 (quarenta e sete) anos de iniciação e 38 (trinta e oito) anos de sacerdócio religioso.
Por fim, no ano de 1988, Pai Kabila tomou obrigação na tradicional Casa de Oxumarê (Ilê Oxumarê Aracá Axá Ogodó) sediado no Bairro da Federação em Salvador/BA, das mãos de sua saudosa ialorixá Mãe Nilzete de Iemanjá.

## Página externa
- Ilê Alaqueto Axé Odé Akuerã